# CLNS
CLNS (ang. Connectionless Network Service) – usługa sieciowa niewymagająca zestawienia obwodu do transmisji danych. Została opracowana przez organizacje ISO. W połączeniu z CLNP (Connectionless Network Protocol) stanowi alternatywę dla protokołu IP. Usługa CLNS była stosowana w pierwszych dużych sieciach komputerowych budowanych przez operatorów telekomunikacyjnych i wraz z protokołem IS-IS stanowiła podstawę działania tych sieci. Obecnie usługa CLNS jest rzadko spotykana.